# Pedionis clypellata
Pedionis clypellata är en insektsart som beskrevs av Huang och Viaktamath 1993. Pedionis clypellata ingår i släktet Pedionis och familjen dvärgstritar. Inga underarter finns listade i Catalogue of Life.